# Uretjaure
Uretjaure är en sjö i Strömsunds kommun i Jämtland och ingår i Ångermanälvens huvudavrinningsområde. Sjön har en area på 1,87 kvadratkilometer och ligger 773,1 meter över havet. Uretjaure ligger i Frostvikenfjällen Natura 2000-område. Sjön avvattnas av vattendraget Uretjukke.

## Delavrinningsområde
Uretjaure ingår i det delavrinningsområde (718919-143542) som SMHI kallar för Utloppet av Uretjaure. Medelhöjden är 799 meter över havet och ytan är 4,87 kvadratkilometer. Räknas de 3 avrinningsområdena uppströms in blir den ackumulerade arean 7,84 kvadratkilometer. Uretjukke som avvattnar avrinningsområdet har biflödesordning 4, vilket innebär att vattnet flödar genom totalt 4 vattendrag innan det når havet efter 378 kilometer. Avrinningsområdet består mestadels av kalfjäll (63 procent). Avrinningsområdet har 1,88 kvadratkilometer vattenytor vilket ger det en sjöprocent på 37,3 procent.